# Dance Central
Dance Central est un jeu vidéo de danse, développé par Harmonix et compatible avec le capteur Kinect. Il est édité par MTV Games. Sorti le 4 novembre 2010 aux États-Unis, et le 10 novembre 2010 en France.
Le jeu est semblable à Dance Dance Revolution. Il propose une trentaine de musiques et plusieurs DLC, comme Poker face de Lady Gaga, Satisfaction de Benny Benassi ou encore Drop It Like It's Hot de Snoop Dogg. Le principe du jeu est de se déhancher sur la chorégraphie représentée à l'écran comme dans le reflet d'un miroir.

## Chansons

### Sur le disque
| Titre de la chanson             | Artiste             | Décennie | Étoiles (difficulté) |
| ------------------------------- | ------------------- | -------- | -------------------- |
| Body Movin' (Fatboy Slim Remix) | Beastie Boys        | 1990s    | 6                    |
| Brick House                     | The Commodores      | 1970s    | 6                    |
| Bust a Move                     | Young MC            | 1980s    | 5                    |
| C'mon N' Ride It (The Train)    | Quad City DJ's      | 1990s    | 1                    |
| Can't Get You Out of My Head    | Kylie Minogue       | 2000s    | 1                    |
| Crank That (Soulja Boy)         | Soulja Boy          | 2000s    | 5                    |
| Days Go By                      | Dirty Vegas         | 2000s    | 5                    |
| Dip It Low                      | Christina Milian    | 2000s    | 3                    |
| Don't Sweat the Technique       | Eric B. & Rakim     | 1990s    | 6                    |
| Down                            | Jay Sean/Lil Wayne  | 2000s    | 2                    |
| Drop It Like It's Hot           | Snoop Dogg/Pharrell | 2000s    | 6                    |
| Evacuate the Dancefloor         | Cascada             | 2000s    | 3                    |
| Flava In Ya Ear                 | Craig Mack          | 1990s    | 4                    |
| Funkytown                       | Lipps Inc.          | 1980s    | 1                    |
| Galang '05                      | M.I.A.              | 2000s    | 1                    |
| Hella Good                      | No Doubt            | 2000s    | 3                    |
| Hey Mami                        | FannyPack           | 2000s    | 0                    |
| I Know You Want Me (Calle Ocho) | Pitbull             | 2000s    | 0                    |
| Jungle Boogie                   | Kool & the Gang     | 1970s    | 2                    |
| Just Dance                      | Lady Gaga           | 2000s    | 6                    |
| King of the Dancehall           | Beenie Man          | 2000s    | 3                    |
| Maneater                        | Nelly Furtado       | 2000s    | 4                    |
| Move Ya Body                    | Nina Sky            | 2000s    | 3                    |
| Poison                          | Bell Biv DeVoe      | 1980s    | 4                    |
| Poker Face                      | Lady Gaga           | 2000s    | 0                    |
| Pon de Replay                   | Rihanna             | 2000s    | 0                    |
| Pump Up the Jam                 | Technotronic        | 1980s    | 5                    |
| Push It                         | Salt-N-Pepa         | 1980s    | 4                    |
| Rendez-Vu                       | Basement Jaxx       | 1990s    | 3                    |
| Rump Shaker                     | Wreckx-N-Effect     | 1990s    | 2                    |
| Satisfaction                    | Benny Benassi       | 2000s    | 5                    |
| Teach Me How To Jerk            | Audio Push          | 2000s    | 4                    |

#### Niveau de difficulté
- 0 - Échauffement
- 1 - Simple
- 2 - Moyen
- 3 - Difficile
- 4 - Authentique
- 5 - Pour Les Durs
- 6 - Incroyable